# Онайда (Кентуккі)
Онайда (англ. Oneida) — переписна місцевість (CDP) в США, в окрузі Клей штату Кентуккі. Населення — 238 осіб (2020).

## Географія
Онайда розташована за координатами 37°16′22″ пн. ш. 83°38′50″ зх. д. / 37.27278° пн. ш. 83.64722° зх. д. (37.272878, -83.647116).  За даними Бюро перепису населення США в 2010 році переписна місцевість мала площу 5,43 км², з яких 5,29 км² — суходіл та 0,14 км² — водойми.

## Демографія
Згідно з переписом 2010 року, у переписній місцевості мешкало 410 осіб у 93 домогосподарствах у складі 60 родин. Густота населення становила 76 осіб/км².  Було 129 помешкань (24/км²).
Расовий склад населення:
| - 84,4 % — білих - 12,7 % — чорних або афроамериканців - 0,7 % — азіатів - 0,5 % — корінних американців - 0,2 % — вихідців з тихоокеанських островів |

До двох чи більше рас належало 1,0 %. Частка іспаномовних становила 2,2 % від усіх жителів.
За віковим діапазоном населення розподілялося таким чином: 48,8 % — особи молодші 18 років, 42,9 % — особи у віці 18—64 років, 8,3 % — особи у віці 65 років та старші. Медіана віку мешканця становила 18,1 року. На 100 осіб жіночої статі у переписній місцевості припадало 93,4 чоловіків;  на 100 жінок у віці від 18 років та старших — 92,7 чоловіків також старших 18 років.
Цивільне працевлаштоване населення становило 115 осіб. Основні галузі зайнятості: освіта, охорона здоров'я та соціальна допомога — 49,6 %, оптова торгівля — 15,7 %, фінанси, страхування та нерухомість — 15,7 %.